# Centaurea argentea
Centaurea argentea ist eine Pflanzenart aus der Gattung der Flockenblumen (Centaurea) in der Familie der Korbblütler (Asteraceae).

## Merkmale
Centaurea argentea ist ein Halbstrauch, der Wuchshöhen von 10 bis 45 Zentimeter erreicht. Der Stängel ist aufrecht oder aufsteigend und hat nur wenige, kurze Verzweigungen. Die unteren Blätter sind leierförmig und haben längliche Abschnitte. Die Hülle ist eiförmig und misst 8 bis 10 × 5 bis 7 Millimeter. Der Enddorn des hellbraunen Anhängsels der Hüllblätter fehlt oder ist bis 1,5 Millimeter lang. Es ist meist kürzer als die Seitenfransen. Der Pappus hat ungefähr dieselbe Länge wie die Frucht. Einzelpopulationen der Art können sehr variabel sein.
Die Blütezeit reicht von Juni bis Juli.
Die Chromosomenzahl beträgt 2n = 18.

## Vorkommen
Centaurea argentea kommt in der südlichen Ägäis vor. Auf Kreta wächst die Art in Felsspalten in Höhenlagen von 0 bis 900 (selten bis 1800) Meter.